# 6975 Hiroaki
6975 Hiroaki è un asteroide della fascia principale. Scoperto nel 1992, presenta un'orbita caratterizzata da un semiasse maggiore pari a 2,8684592 UA e da un'eccentricità di 0,2865064, inclinata di 4,81937° rispetto all'eclittica.